# Narkotikakommissionen
Narkotikakommissionen var en av svenska regeringen tillsatt kommission, som skulle komma med förslag om åtgärder i arbetet mot narkotika. Kommissionen var aktiv mellan 1982 och 1984.

## Tillsättandet
I november 1982 kallade regeringen till sig en kommission, som hade i uppdrag att lämna förslag på åtgärder i arbetet mot narkotika. 1983 lades förslagen fram och dessa berörde bland annat polisens, kriminalvårdens, skolans och socialtjänstens ansvarsområden. Dessa åtgärder skulle enligt kommissionen, kostat 15 miljoner att genomföra. Kommissionen avlade sitt slutbetänkande den 20 januari 1984. Kommissionens ordförande 1983 var Hans Holmér, som vid tidpunkten var tjänstledig från sin post som polismästare i Stockholm. Holmér utnämndes till ordförande av vice statsminister Ingvar Carlsson.

## Yrkanden
I kommissionens slutbetänkande yrkade den på följande:
- att riksdagen hos regeringen hemställer att en bred aktionskampanj mot narkotikabruket genomförs i enlighet med vad som anförts i motionen,

- att riksdagen hos regeringen begär förslag om legala möjligheter till frivillig kontraktsvård enligt vad i motionen anförts,

- att riksdagen hos regeringen hemställer om en administrativ översyn av forskningen på narkotikaområdet i enlighet med vad i motionen anförts.